# نوکلئوزید
به مجموعهٔ قند پنج‌کربنه و باز آلی نوکلئوزید گفته می‌شود.
اگر به نوکلئوزید یک گروه فسفات اضافه شود، به آن «نوکلئوتید» می‌گویند. گروه فسفات می‌تواند به کربن۳ یا ۵ قند متصل شود. نوکلئوتید واحد سازندهٔ اسیدهای نوکلئیک است.

## ساختمان
بازی که توسط قند پنج کربنه قند دار شده باشد نوکلئوزید نامیده می‌شود. نوکلئوزیدهای دارای قند ریبوز، ریبونوکلئوزید و آن‌هایی که دارای داکسی ریبوز هستند؛ داکسی ریبونوکلئوزید نام‌گذاری می‌شوند.
چهار نوکلئوزیدی که در ساختمان اران ای یافت می‌شوند؛ عبارتند از آدنوزین، گوانوزین، سیتیدین و یوریدین و چهار دئوکسی ریبونوکلئوزید موجود در پیکر دی ان ای عبارتند از داکسی آدنوزین، داکسی گوانین، داکسی سیتیدین و داکسی تیمیدین.

### نوکلئوتید:ترکیب قند، فسفات و باز آلی
نوکلئوتید ترکیبی متشکل از یک قند ۵-کربنی (ریبوز یا داکسی ریبوز) اسید فسفریک (فسفات) و یکی از بازهای آلی پورین (آدنین، گوانین) یا پیریمیدین (سیتوزین، تیمین، یوراسیل) می‌باشد. اغلب نوکلئوتید را نوکلئوزید فسفات می‌گویند. نوکلئوتیدها به دلیل اسید فسفریک ترکیب اسیدی هستند.